# 1901 en sport
Cet article présente les faits marquants de l'année 1901 en sport.

## Automobile
- Deuxième édition de la Coupe Gordon Bennett entre Paris et Bordeaux. Léonce Girardot s’impose sur une Panhard.
- 5 mai, Autriche : l'Autrichien Otto Hieronimus gagne la troisième course de l'Exelbergrennen, près de la capitale Vienne, sur une automobile française De Dion-Bouton.

## Baseball
- La ligue américaine est établie. Les White Sox de Chicago enlèvent le titre.
- Nap Lajoie est le premier champion à la batte de la ligue américaine, sa moyenne de 0,426 reste la meilleure moyenne du XXe siècle
- Les Pirates de Pittsburgh remportent le championnat de la Ligue nationale.

## Cricket
- Le Yorkshire est champion d’Angleterre.
- Vitoria gagne le championnat australien, le Sheffield Shield.

## Cyclisme
- Le Français Lucien Lesna s'impose dans le Paris-Roubaix.

## Football
- 31 mars : Grasshopper-Club Zurich remporte le championnat de Suisse.
- Racing Bruxelles champion de Belgique.
- Liverpool FC champion d’Angleterre.
- Les Glasgow Rangers sont champions d’Écosse.
- 6 avril : Heart of Midlothian FC gagne la Coupe d’Écosse en s’imposant en finale face au Celtic FC, 4-3
- 27 avril : Tottenham Hotspur remporte la FA Cup face à Sheffield United, 3-1.
- 28 avril : le Standard A.C. est champion de France USFSA.
- 5 mai : Milan AC champion d’Italie.
- 25 mai : fondation du club argentin de Club Atlético River Plate
- Au démarrage de la saison 1901-1902, la surface de réparation adopte sa configuration définitive. Avant cette date la surface et la zone des six mètres étaient délimitées par deux demi-cercles

## Golf
- Le Britannique James Braid remporte le British Open
- L’écossais Willie Anderson remporte l’US Open

## Hockey sur glace
- Winnipeg Victoria remporte la Coupe Stanley.

## Joute nautique
- J. Marty (dit martinou) remporte le Grand Prix de la Saint-Louis à Cette.

## Rugby à XIII
- Batley remporte la Challenge Cup anglaise.

## Rugby à XV
- 31 mars : le Stade français champion par disqualification du Stade Bordelais UC
- Le Devon est champion d’Angleterre des comtés.

## Tennis
- 11e édition du championnat de France :
  - le Français André Vacherot s’impose en simple hommes ;
  - la Française P. Girod s’impose en simple femmes.
- 25e édition du Tournoi de Wimbledon :
  - le Britannique Arthur Gore s’impose en simple hommes ;
  - la Britannique Charlotte Cooper en simple femmes.
- 21e édition du championnat des États-Unis :
  - l’Américain Bill Larned s’impose en simple hommes ;
  - l’Américaine Elisabeth Moore s’impose en simple femmes.

## Voile
- Charlie Barr sur Columbia remporte la Coupe de l'America.

## Naissances
- 12 janvier : Salvador Cardona, cycliste espagnol.
- 15 janvier : Luis Monti, footballeur italo-argentin.
- 30 janvier : Rudolf Caracciola, pilote de course automobile allemand puis suisse († 28 septembre 1959).
- 2 février : Jean Boyer, footballeur français.
- 24 mai :
  - José Nasazzi, footballeur uruguayen.
  - Lionel Conacher sportif complet canadien ayant remporté, entre autres trophées, la Coupe Stanley de la Ligue nationale de hockey ainsi que la Coupe Grey du football canadien (†26 mai 1954).
- 29 août : Aurèle Joliat dit Le petit géant, joueur canadien de hockey sur glace. († 2 juin 1986).
- 14 septembre : Alex James, footballeur écossais.
- 17 septembre : Francis Chichester, skipper (voile) britannique.
- 21 septembre : Learie Constantine, joueur de cricket trinidadien († 1er juillet 1971).
- 25 septembre : Clarence Houser, athlète américain.
- 2 décembre : Raimundo Orsi, footballeur argentin.
- 14 décembre : Henri Cochet, joueur de tennis français.